# Matthias Konradt
Matthias Konradt (* 4. Juli 1967 in Bochum) ist ein deutscher evangelischer Theologe. Er wirkt als Professor für Neutestamentliche Theologie an der Universität Heidelberg.

## Leben und Wirken
Von 1986 bis 1988 studierte Konradt Evangelische Theologie an der Ruhr-Universität Bochum und anschließend bis 1993 an der Ruprecht-Karls-Universität Heidelberg. Nach dem ersten theologischen Examen der Evangelischen Kirche von Westfalen 1993 arbeitete er bis 1995 als wissenschaftlicher Mitarbeiter an der Theologischen Fakultät der Universität Heidelberg am Lehrstuhl seines Doktorvaters, Christoph Burchard im Fach Neues Testament. Im folgenden Jahr war Konradt Promotionsstipendiat der Studienstiftung des deutschen Volkes und erlangte im Oktober 1996 an der Theologischen Fakultät der Universität Heidelberg den Doktortitel mit seiner Dissertation zum Thema Christliche Existenz nach dem Jakobusbrief, die 1997 mit dem Ruprecht-Karls-Preis der Stiftung Universität Heidelberg ausgezeichnet wurde.
1996 bis 1999 absolvierte er das Vikariat in Bochum, legte im Februar 1999 in der Evangelischen Kirche von Westfalen das 2. Theologische Examen ab und wurde im Juni 1999 ordiniert.
Von Juli 1999 bis Februar 2003 arbeitete Konradt als wissenschaftlicher Mitarbeiter am Sonderforschungsbereich Judentum – Christentum. Konstituierung und Differenzierung in Antike und Gegenwart. Teilprojekt A3: Ethos und Identität im frühen Christentum und seiner Umwelt an der Universität Bonn bei Michael Wolter, wo er das Teilprojekt Ethos und Identität im Kontext der Vorstellung vom Gericht nach den Werken bei Paulus bearbeitete. An der Evangelisch-Theologischen Fakultät der Universität Bonn habilitierte er sich im November 2002 mit seiner Arbeit Gericht und Gemeinde. Studien zur Bedeutung und Funktion von Gerichtsaussagen im Rahmen der paulinischen Ekklesiologie und Ethik im 1 Thess und 1 Kor.
Zur selben Zeit erhielt er einen Ruf an die Universität Bern, wo er von März 2003 bis September 2009 als Ordinarius für Neues Testament wirkte. Hier war er maßgeblich an der Errichtung des Lehrstuhls für Judaistik beteiligt und von September 2005 bis Februar 2008 Co-Direktor der interfakultären Forschungsstelle für Judaistik. Seit Oktober 2009 lehrt Konradt als Ordinarius für Neutestamentliche Theologie an der Theologischen Fakultät der Universität Heidelberg. Von 2017 bis 2019 war er Prodekan der Theologischen Fakultät, von 2019 bis 2021 ihr Dekan.
Die Schwerpunkte der Arbeit von Konradt liegen in der Erforschung des Matthäusevangeliums, der Paulusbriefe, des Jakobusbriefes, der neutestamentlichen Ethik sowie des Frühjudentums als Mutterbodens und Kontexts des entstehenden Christentums.
Konradt war zunächst Mitherausgeber der Zeitschrift für die Neutestamentliche Wissenschaft (ZNW, seit 2010), seit 2013 fungiert er als geschäftsführender Herausgeber. Er ist ferner Mitherausgeber der monographischen Reihen Beihefte zur Zeitschrift für die Neutestamentliche Wissenschaft (BZNW), Abhandlungen zur Theologie des Alten und Neuen Testaments (AThANT) und Biblisch-Theologische Studien (BThSt). Von 2010 bis 2012 war er Mitglied des „editorial board“ der New Testament Studies (NTS), von 2009 bis 2015 zudem Mitherausgeber der Zeitschrift für Theologie und Kirche (ZThK).

## Publikationen

### Monographien
- Christliche Existenz nach dem Jakobusbrief. Eine Studie zu seiner soteriologischen und ethischen Konzeption (= Studien zur Umwelt des Neuen Testaments. Bd. 22). Vandenhoeck & Ruprecht, Göttingen 1998, ISBN 3-525-53376-4 (= Dissertation, Universität Heidelberg, 1996).
- Gericht und Gemeinde. Eine Studie zur Bedeutung und Funktion von Gerichtsaussagen im Rahmen der paulinischen Ekklesiologie und Ethik im 1 Thess und 1 Kor. (= Beihefte zur Zeitschrift für die neutestamentliche Wissenschaft und die Kunde der älteren Kirche. Bd. 117). De Gruyter, Berlin/New York 2003, ISBN 3-11-017596-7 (= Habilitationsschrift, Universität Bonn, 2002).
- Israel, Kirche und die Völker im Matthäusevangelium (= Wissenschaftliche Untersuchungen zum Neuen Testament. Bd. 215). Mohr Siebeck, Tübingen 2007, ISBN 978-3-16-149331-7. Engl. Übersetzung und zugleich überarbeitete Ausgabe: Israel, Church, and the Gentiles in the Gospel of Matthew, translated by Kathleen Ess (= Baylor - Mohr Siebeck Studies in Early Christianity. Vol. 2), Baylor University Press, Waco (TX) 2014
- Das Evangelium nach Matthäus (= Das Neue Testament Deutsch. Bd. 1). Vandenhoeck & Ruprecht, Göttingen 2015, ISBN 978-3-525-51341-5. Engl. Übersetzung: Matthias Konradt, The Gospel according to Matthew.  A Commentary, translated by Eugene Boring, Baylor University Press, Waco (TX) 2020, ISBN 978-1-4813-1330-8. Französische Übersetzung: L'Évangile selon Saint Matthieu (Commentaire du Nouveau Testament. Vol. 1). Labor et fides, Genève 2023, ISBN 978-2-8309-1788-8.
- Studien zum Matthäusevangelium, hrsg. v. Alida Euler (= Wissenschaftliche Untersuchungen zum Neuen Testament. Bd. 358). Mohr Siebeck, Tübingen 2016, ISBN 978-3-16-153886-5.
- Ethik im Neuen Testament (= Grundrisse zum Neuen Testament. Bd. 4). Vandenhoeck & Ruprecht, Göttingen 2022, ISBN 978-3-525-51364-4.
- Christology, Torah, and Ethics in the Gospel of Matthew (= Baylor - Mohr Siebeck Studies in Early Christianity. Vol. 10). Baylor University Press, Waco (TX) 2022, ISBN 978-3-16-161452-1.
- Das Evangelium nach Matthäus (= Das Neue Testament Deutsch. Bd. 1). 2. überarbeitete Auflage, Vandenhoeck & Ruprecht, Göttingen 2023, ISBN 978-3-525-50003-3.

Für eine vollständige Bibliographie s. https://www.theologie.uni-heidelberg.de/de/personen/matthias-konradt